# Maroko na Letních olympijských hrách 1960
Maroko na Letních olympijských hrách v roce 1960 v italském Římě reprezentovala výprava 47 mužů soutěžících v 10 sportech.

## Medailisté
| Medaile | Jméno                | Sport    | Soutěž       |
| ------- | -------------------- | -------- | ------------ |
| Stříbro | Rhadi Ben Abdesselam | Atletika | Muži maraton |